# Christian Ludwig Kunst
Christian Ludwig Kunst († 1783) byl německý knihtiskař činný v Berlíně v 18. století.
Minimálně během 50. let 18. století vydával pro tamní evangelickou obec i tajné nekatolíky v Českých zemích jazykově českou náboženskou literaturu, mj. Elsnerův kancionál. 